# Zatōichi (personaje)
Zatoichi (座頭市 'Zatōichi'?) es un personaje de ficción protagonista de una de las series de más larga duración en la historia de Japón. El mismo aparece en un gran número de películas y series de televisión que se establecen alrededor y a finales del Período Edo (en la década de 1830 y 1840). El personaje fue creado por el novelista Kan Shimozawa. Zatoichi es un ciego masajista (Anma) y maestro de esgrima, especialmente Battōjutsu (抜刀術), quien fue un importante yakuza durante su juventud, y durante su madurez viaja por todo Japón, siempre con un precio por su cabeza. El espadachín vive enfrentándose con malhechores y ayudando a personas indefensas, tratando de expiar su pasado.

Rodaje de "Zatoichi and the Chess Expert", con Shintaro Katsu en el medio. 1966.

Este personaje, originalmente menor en su primera aparición, fue desarrollado para la pantalla por Daiei Studios (ahora conocido como Kadokawa Pictures) y el actor Shintaro Katsu, quien creó la versión cinematográfica. Un total de 26 películas fueron hechas de 1962 a 1989, las cuales pueden enmarcarse como films chanbara, subgénero del Jidaigeki o drama de época japonés. De 1974 a 1979 se produjo la serie de televisión Zatoichi, protagonizada por Katsu y algunas de las mismas estrellas que aparecían en las películas. Estos capítulos fueron producidos por Katsu Productions. Se realizaron un centenar de episodios, de los cuales los últimos dos, el 99 y el 100, fueron presentados como una historia final de dos partes, emitiéndose antes de que la serie de televisión fuera cancelada.
El film que podría considerarse como el N° 17 de la serie original fue Furia ciega, una remake hecha en Estados Unidos en 1990 por TriStar Pictures. La película de acción fue protagonizada por Rutger Hauer.
Una nueva versión, Zatōichi, fue estrenada en 2003. La misma fue dirigida por Takeshi Kitano, quien también actuó como Zatoichi. La película fue galardonada con el León de Plata a la mejor dirección en el Festival Internacional de Cine de Venecia 2003.
La productora de cine Toho lanzó una nueva película de Zatoichi en el 2010, titulada Zatoichi: The Last. La cinta es protagonizada por Shingo Katori como Zatoichi.
También se realizó una versión teatral de Zatoichi en 2007, dirigida por Takashi Miike y protagonizada por Show Aikawa, titulada: Miike Takashi × Aikawa Show: Zatoichi.